# Marasandra, Dod Ballapur
Marasandra là một làng thuộc tehsil Dod Ballapur, huyện Bangalore Rural, bang Karnataka, Ấn Độ.